# 肖蔚雲
肖蔚云（1924年10月1日—2005年1月21日），湖南省祁陽縣人，中华人民共和国宪法学家。

## 生平

### 早年
1924年10月1日，肖蔚云生於湖南省祁陽縣。小學畢業后，入私塾学習四書五經。1944年，肖蔚云被岳雲中學保送入西南聯合大學文學院歷史學專業学习，時值日军发动豫湘桂戰役，肖蔚云無法按期入學。1947年，国立北京大學在北平恢復招生，肖蔚云成績优异被錄取，1947年秋入国立北京大学。肖蔚云在北京大学法律系畢業后，即留校担任政治課教員，后来又擔任東語系的中共党支部書記、北京大学黨委組織部副部長。
1954年，肖蔚云赴蘇聯留學， 1959年，肖蔚云在蘇聯列寧格勒大學獲得國家法副博士學位，毕业归國。1960年起，肖蔚云長期担任北京大学法律系副主任（文化大革命期間除外），長期從事憲法學的教學及研究。1980年至1982年，肖蔚云參加了憲法修改委員會秘書處的工作，負責憲法總綱的草擬。肖蔚云与其他專家收集且分析了古今中外的各种憲法資料，提出許多意見。1982年《中华人民共和国宪法》第三條、第五條基本採納了肖蔚云的意見。

### 香港和澳門基本法
1985年至1999年，肖蔚云历任香港特別行政區基本法起草委員會委員、香港特別行政區籌備委員會預備工作委員會委員、澳門特別行政區基本法起草委員會委員、澳門特別行政區籌備委員會委員、中國法學會香港法律研究會副會長。
1999年1月，香港终审法院对于香港居留權爭議，判決香港终审法院有司法审查权去审查全国人大及其常委会的立法是否符合香港基本法。肖蔚云和另外三名香港特別行政區基本法起草委員會委員许崇德、邵天任、吴建璠在《人民日报》批评香港终审法院。2000年肖蔚云再撰文批評香港终审法院。2003年1月7日，香港行政長官董建華在施政報告記者會上以“四大護法”稱呼四人，稱號由此流傳。鍾庭耀在《背靠中央要適可而止》指出四大護法每每為中央政府代言，恐損其法學專業權威。
2000年，肖蔚云應澳門科技大學董事會邀請，創办澳門科技大學法學院，并担任院长。去世前，肖蔚云担任北京法學會名譽會長、中國憲法學研究會名譽會長、澳門科技大學法學院名譽院長。
2005年1月21日，肖蔚云在澳門講學期間，突发急性心肌梗塞病逝，享壽81岁。

## 著作
- 肖蔚云，论新宪法的新发展，山西人民出版社，1983年
- 肖蔚云，我国现行宪法的诞生，北京大学出版社，1986年
- 肖蔚云，我国社会主义经济制度，群众出版社，1987年
- 肖蔚云，香港基本法与一国两制的伟大实践，海天出版社，1993年
- 肖蔚云，香港基本法讲座，中国广播电视出版社，1996年
- 肖蔚云，論香港基本法，北京大学出版社，2003年，ISBN 7301062303
- 肖蔚云，論澳門基本法，北京大学出版社，2003年，ISBN 7301064136
- 肖蔚云，论宪法，北京大学出版社，2004年

- 中央人民广播电台理论组 编，加强社会主义法制讲话，群众出版社，1979年
- 选举法讲话，人民出版社，1980年
- 宪法学概论，北京大学出版社，1982年
- 宪法论文集，群众出版社，1982年
- 治国安邦的总章程，红旗出版社，1983年
- 中央人民广播电台理论部，中华人民共和国宪法讲话，法律出版社，1983年
- 法学教材编辑部编写，宪法学，群众出版社，1983年
- 进一步实施宪法，严格按照宪法办事，法律出版社，1985年
- 法律基本问题系列讲座，北京大学出版社，1987年
- 中国经济法研究会编，中国现代经济法，黑龙江人民出版社，1988年
- 肖蔚云主编，一国两制与香港基本法律制度，北京大学出版社，1990年
- 肖蔚云主编，一国两制与澳门特别行政区基本法，北京大学出版社，1993年
- 澳门与澳门基本法，中国检察出版社、澳门日报社，1998年
- 肖蔚云主编，澳门现行法律汇编（第三辑），北京大学出版社，1998年
- 肖蔚云、姜明安主编，北京大学法学百科全书（宪法学行政法学），北京大学出版社，1999年
- 肖蔚云主编，香港基本法的成功实践，北京大学出版社，2000年
- One Country, Two System—An Account of the Drafting of the HongKong Basic Law, Peking University Press, 2001.
- 肖蔚云等主编，论香港基本法的三年实践，法律出版社，2001年
- 肖蔚云、魏定仁、宝音胡日雅克琪，宪法学概论――21世纪法学系列教材，北京大学出版社，2002年
- 肖蔚云等主编，依法治澳与稳定发展，澳门科技大学，2003年
- 肖蔚云等主编，宪法学参考资料，北京大学出版社，2003年
- 肖蔚云等主编，依法治澳和特区发展，澳门法务局等，2004年
- 肖蔚云等，宪法学概论（第2版），北京大学出版社，2005年